# PC World
PC World (reso graficamente PCWorld) è una rivista informatica pubblicata mensilmente dalla IDG. Offre consulenza su vari aspetti del PC e argomenti correlati a Internet e altri prodotti e servizi di alta tecnologia personale. Esistono diverse edizioni in diverse lingue nelle quali vengono recensiti prodotti hardware e software e altri dispositivi tecnologici come fotocamere, videocamere, dispositivi audio e TV.

## Storia editoriale
Il direttore di PC World è Jon Phillips, ex di Wired. Ad agosto 2012 ha sostituito Steve Fox, che era stato direttore editoriale dal numero di dicembre 2008. Fox ha rimpiazzato il veterano direttore della rivista Harry McCracken, che si era dimesso quella stessa primavera, dopo alcuni tempi duri, incluse le sue dimissioni e la sua riconduzione su questioni di controllo editoriale nel 2007.
PC World è pubblicato sotto altri nomi come ad esempio PC Advisor e PC Welt in alcuni paesi. Il nome societario di PC World è IDG Consumer & SMB ed ha sede a San Francisco.
La pubblicazione fu annunciata alla fiera COMDEX nel novembre 1982 e apparve per la prima volta in edicola nel marzo 1983; Felix Dennis creò Personal Computer World che in seguito vendette alla VNU, e fondò MacUser che vendette alla Ziff Davis Publishing a metà degli anni ottanta. PC Magazine è stata acquisita anche da Ziff Davis.
La rivista è stata fondata da David Bunnell e Cheryl Woodard, e il suo primo editore è stato Andrew Fluegelman. La rivista e il sito web di PC World hanno vinto numerosi premi da Folio, American Society of Business Publication Editors, MIN, Western Publications Association e altre organizzazioni; è anche una delle poche riviste di tecnologia ad essere stata finalista per un National Magazine Award.
Molti noti scrittori di tecnologia hanno contribuito a PC World, tra cui Steve Bass, Daniel Tynan, Christina Wood, John C. Dvorak, Stephen Manes, Lincoln Spector, Stewart Alsop, David Coursey, James A. Martin e altri. La leadership editoriale ha incluso Harry Miller, Richard Landry, Eric Knorr, Phil Lemmons, Cathryn Baskin, Kevin McKean e Harry McCracken.
Nel febbraio 1999 PC World ' s numero di abbonamenti a pagamento ha raggiunto un record di 1.000.453. A quel tempo, era la prima e unica rivista di informatica con un programma di rilascio mensile a raggiungere quel traguardo. Nell'aprile 2005, lo spettacolo Digital Duo è stato leggermente ribattezzato e rilanciato come PC World Digital Duo, ed è andato in onda per altri 26 episodi. A partire dal 2006, PC World 's base di tasso controllato di 750.000 ha la più grande circolazione Computing Magazine nel mondo.
Il 10 luglio 2013, il proprietario IDG ha annunciato che la rivista avrebbe cessato la sua tiratura trentennale. Il numero di agosto 2013 è stato l'ultimo stampato della rivista PC World, i numeri futuri saranno solo digitali.

## Paesi
Con sede a San Francisco, l'edizione originale PC World viene pubblicata negli Stati Uniti, tuttavia è disponibile anche in altri paesi (51 in totale), a volte con un nome diverso:
- PC World in Albania, Australia, Bangladesh, Bulgaria, Brasile, Danimarca, Grecia, Ungheria, India (da luglio 2006), Kosovo, Nuova Zelanda, Norvegia, Perù, Filippine, Polonia, Spagna, Romania, Russia, Turchia, Vietnam, Ecuador.
- PC World Italia in Italia
- PC Advisor in Irlanda e Regno Unito. (Un'altra rivista ora fuori produzione chiamata Personal Computer World e un rivenditore PC World - nessuno dei quali correlato alla rivista PC World - esistono già o esistevano in quei mercati.)
- PC Welt è l'edizione in lingua tedesca.
- Info Komputer è l'edizione in lingua indonesiana.
- Kompiuterija è l'edizione in lingua lituana.
- Thế Giới Vi Tính è l'edizione in lingua vietnamita (chiamata anche PC World Vietnam).
- Mikro - PC World è l'edizione in lingua serba.
- Мир ПК è l'edizione in lingua russa.

## Controversie
Nel maggio 2007, McCracken si è dimesso bruscamente in circostanze controverse. Secondo fonti citate in Wired, McCracken si è licenziato bruscamente perché il nuovo CEO di PC World, Colin Crawford, ha cercato di nascondere una vicenda sfavorevole su Apple e Steve Jobs. Crawford ha risposto definendo "inaccurati" i resoconti dei media sulle dimissioni di McCracken. CNET in seguito riferì che McCracken aveva detto ai colleghi che IDG "lo stava facendo pressioni per evitare storie critiche nei confronti dei principali inserzionisti".
Il 9 maggio Crawford è stato trasferito in un altro dipartimento e McCracken è tornato a PC World fino alla sua partenza nel 2008.